# Evan John Jones (Politiker)

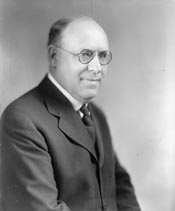
Evan John Jones

Evan John Jones (* 23. Oktober 1872 in Shamokin, Northumberland County, Pennsylvania; † 9. Januar 1952 in Bradford, Pennsylvania) war ein US-amerikanischer Politiker. Zwischen 1919 und 1923 vertrat er den Bundesstaat Pennsylvania im US-Repräsentantenhaus.

## Leben
Evan Jones besuchte die öffentlichen Schulen seiner Heimat und danach bis 1892 die Clarion Normal School. Anschließend unterrichtete er für einige Zeit als Lehrer. Nach einem Jurastudium an der Dickinson Law School und seiner 1896 erfolgten Zulassung als Rechtsanwalt begann er in St. Marys in diesem Beruf zu arbeiten. Gleichzeitig schlug er als Mitglied der Republikanischen Partei eine politische Laufbahn ein.
Bei den Kongresswahlen des Jahres 1918 wurde Jones im 21. Wahlbezirk von Pennsylvania in das US-Repräsentantenhaus in Washington, D.C. gewählt, wo er am 4. März 1919 die Nachfolge von Charles Hedding Rowland antrat. Nach einer Wiederwahl konnte er bis zum 3. März 1923 zwei Legislaturperioden im Kongress absolvieren. Während dieser Zeit wurden der 18. und der 19. Verfassungszusatz ratifiziert. Dabei ging es um das Verbot des Alkoholhandels und um die bundesweite Einführung des Frauenwahlrechts.
Im Jahr 1922 wurde Evan Jones von seiner Partei nicht mehr zur Wiederwahl nominiert. Nach seiner Zeit im US-Repräsentantenhaus praktizierte er als Anwalt in Bradford. Außerdem war er Vizepräsident und Generalmanager der Firma Emporium Forestry Co. und Direktor sowie Berater der Grasse River Railroad Corp. Er starb am 9. Januar 1952 in Bradford, wo er auch beigesetzt wurde.